# Антипп, Владимир Владимирович
Влади́мир Влади́мирович А́нтипп (эст. Vladimir Antipp, также А́нтип (эст. Antip), 7 ноября 1949, Таллин, Эстонская ССР) — советский и эстонский актёр театра. Член Театрального союза Эстонии (1975) и Союза актёров Эстонии (1994, с 2019 года — почётный член).

## Биография
Родился в Таллине. В 1967 году окончил Таллинскую 31-ю среднюю школу (в настоящее время Эхтеская гуманитарная гимназия (эст. Ehte Humanitaargümnaasium)), в 1973 году — Московский государственный институт культуры (курс Петра Васильева). C 1973 года — актёр Государственного русского драматического театра Эстонской ССР, в 2004 году переименованного в Русский театр Эстонии, а в 2025 году получившего название Театр «Сюдалинна».
По состоянию на 2019 год, на сцене Русского театра Эстонии Владимир Антипп сыграл 135 ролей в разных спектаклях, поставленных как на основе мировой классики драматургии, так и на основе произведений современных авторов.

## Роли в театре
- 1973 — А. Лийвес «Инфаркт» — сын директора
- 1973 — Г. Бокарёв «Сталевары» — физик
- 1974 — В. Лившиц «Барон Мюнгхаузен» — вещи
- 1974 — А. Н. Островский «Свои люди — сочтёмся» — Тишка
- 1974 — Э. Кинтеро «Тощий приз» — комментатор
- 1974 — Э. Хэмингуэй «По ком звонит колокол» — Эладио
- 1974 — С. Я. Маршак «Кошкин дом» — пожарник
- 1975 — Г. С. Мамлин «Эй, ты, здравствуй» — Валера
- 1975 — М. М. Зощенко «Горько» — Рощин, Брехт
- 1975 — А. Н. Островский «Василиса Мелентьева» — Шуйский
- 1975 — Е. Л. Шварц  «Красная Шапочка» — лесник
- 1975 — Л. И. Лагин «Старик Хоттабыч» — Волька Костюлев
- 1976 — А. Н. Толстой «Буратино» — Пьеро
- 1976 — В. М. Шукшин «Степан Разин» — казак
- 1976 — Б. М. Рацер, В. Константинов «Ход конём» — Юра Изотов
- 1976 — Т. Уильямс «Трамвай “Желание”» — cанитар
- 1976 — Г. Б. Волчек «Принцесса и дровосек» — дровосек
- 1977 — А. Г. Алексин «Обратный адрес» — Шурик
- 1977 — Э. Е. Фонякова «И счастья в личной жизни» — молодожён
- 1977 — Э. В. Брагинский, Э. А. Рязанов «Притворщики» — мужчина у рояля
- 1977 — А. Х. Таммсааре «Индрек и Карин» — стражник
- 1977 — М. А. Булгаков «Бег» — будёновец
- 1978 — С. В. Михалков «Зайка-Зазнайка» — зайка-зазнайка
- 1978 — А. Дюма «Нельская башня» — Филипп д’Онэ
- 1978 — Д. Килти «Милый лжец» — сын Кэмпбелл
- 1978 — Т. Уильямс «Трамвай “Желание” — молодой человек
- 1978 — А. П. Гайдар «Военная тайна» — Мальчиш-Кибальчиш
- 1978 — Т. Уильямс «Стеклянный зверинец» — Том Уингфилд
- 1978 — А. Дюма «Нельская башня» — Филипп Донс
- 1979 — Е. Л. Шварц «Снежная королева» — Кей
- 1979 — А. Х. Таммсааре «Индрек и Карин» — Кельнер
- 1979 — Н. Саймон «Заключённый второй авеню» — диктор
- 1979 — В. С. Розов «Гнездо глухаря» — Пров
- 1980 — Ю. Ершов «Олимпийская комедия» — Гермес
- 1980 — А. Касона «Деревья умирают стоя» — охотник
- 1980 — А. Лийвес «В декабрьскую ночь» — Оскар
- 1981 — Н. В. Думбадзе «Закон вечности» — официант
- 1981 — Р. Ружевич «Картотека» — влиятельный человек
- 1981 — Х. Мянд[эст.] «Крокодил без хвоста» — Пустомеля
- 1981 — С. А. Найдёнов «Дети Ванюшина» — Алёша
- 1982 — В. К. Арро «Смотрите, кто пришёл» — Роберт
- 1982 — В. Ф. Тендряков «Расплата» — Кушелев
- 1982 — Ю. Макаров «Не был, не состоял, не участвовал» — Коменцев
- 1982 — И. Платонов «На всю оставшуюся жизнь» — немец
- 1985 — А. М. Червинский «Крестики-нолики» — Крестик, милиционер
- 1985 — А. Н. Арбузов «Ночная исповедь» — стражник
- 1985 — И. Эркень «Игра с кошкой» — дирижёр
- 1986 — М. Ю. Лермонтов «Маскарад» — денщик Звездича
- 1986 — А. М. Володин «Ящерица» — Щербатый
- 1986 — У. Шекспир «Сон в летнюю ночь» — Тизей, Филострат
- 1987 — Д. Самойлов «Кословервоп» — сурок
- 1988 — В. В. Быков «Третья ракета» — Кривенок
- 1988 — М. Г. Розовский «Концерт Высоцкого в НИИ» — Голубцов, инженер
- 1988 — Т. Уильямс «Вьё Карре» — ошпаренный
- 1988 — А. Г. Хмелик «В нашей школе всё в порядке» — Диск
- 1988 — В. И. Мережко «Женский стол в охотничьем зале» — Брызгалов
- 1988 — Ю. П. Щекочихин «Ловушка № 46» — «Интер»
- 1989 — А. А. Дударев «Свалка» — «Бригадист»
- 1989 — В. С. Розов «Кабанчик» — молодой человек
- 1989 — В. Н. Войнович, Г. И. Горин «Кот домашний средней пушистости» — 1-й таможенник
- 1990 — А. Н. Островский «Страдания молодого Глумова» — Городулин
- 1990 — Е. Л. Шварц «Голый король» — 1-й министр, Обер-егерь
- 1990 — С. Моэм «Верные жёны» — Бернард
- 1990 — В. М. Шукшин «А по утру они проснулись» — молчаливый
- 1991 — П. Гаринеи «Чао, Руди» — полицейский
- 1991 — Н. Козловская «Совет да любовь» — мужик
- 1991 — Е. Л. Шварц «Красная Шапочка» — охотник
- 1992 — О. Табаков, А. Устинов «Белоснежка и семь гномов» — главный исполнитель
- 1993 — С. Я. Маршак «Кошкин дом» — пожарник
- 1993 — О. Уайльд «Веер леди Уиндермир» — мистер Хоппер
- 1993 — Ф. А. Кони «Жених по доверенности» — Жанно Латур
- 1994 — В. Гюго «Анжело» — Габоардо
- 1994 — В. Кицберг «Оборотень» — народ
- 1994 — Э. Н. Успенский «Жуткий господин Ау» — бобёр
- 1994 — А. Чехов «В Москву! В Москву!» («Три сестры») — Владимир Карлович Родэ, подпоручик
- 1994 — Ж. Пуаре «Семейный уикэнд» — сын Вальтера
- 1994 — С. Я. Маршак «Как среди зимы апрель наступил» — солдат
- 1994 — Эд. де Филиппо «Филумена Мартурано» — Рикардо
- 1995 — А. И. Хайт «Кот Леопольд» — врач
- 1995 — Л. Е. Устинов «Про Ивана-дурачка, заколдованную принцессу и старомодные чудеса» — Андрей
- 1995 — Л. Герш «Эти свободные бабочки» — Дональд
- 1995 — Екатерина II «Расстроенная семья» — Трофим
- 1995 — А. Стринберг «На пути в Дамаск» — пропавший без вести; чистильщик сапог
- 1995 — Л. Е. Устинов «Про Ивана-дурачка, заколдованную принцессу и старомодные чудеса» — Иван
- 1996 — А. Н. Островский «Таланты и поклонники» — Вася
- 1997 — А. С. Пушкин «Пиковая дама» — Герман
- 1997 — Д. И. Фонвизин «Недоросль» — Милон
- 1997 — З. Гор «Хлюпик-Мерзляк» — Мерзляк
- 1998 — Мольер «Плутни Скапена» — Леандр
- 1998 — О. Лутс «На задворках» — Бражников
- 1998 — З. Гор «Снегурку вызывали?» — старый валенок
- 1999 — А. С. Пушкин «Скупой рыцарь» — герцог
- 2000 — И. С. Тургенев «Провинциалка» — граф Любин
- 2002 — Мольер «Любовь и золото»
- 2003 — Ф. М. Достоевский «Идиот» — Епанчин
- 2003 — «В гостях у клоунов» — клоун
- 2003 — С. Т. Аксаков «Аленький цветочек» — рыцарь, русский воин
- 2004 — И. Башевич-Зингер «Тойбеле и её демон» — служка
- 2004 — А. П. Чехов «Иванов» — 3-й гость
- 2004 — С. Я. Маршак «Счастливое колечко» (по мотивам сказки С. Маршака «Двенадцать месяцев») — Январь
- 2005 — Е. Г. Скульская «Новый год наоборот» — лесничий
- 2005 — У. Лейес[эст.] «Буратино летит на Луну» — Кот в сапогах
- 2006 — А. Х. Таммсааре «Королю холодно» — министр сельского хозяйства
- 2006 — У. Шекспир «As you like it» — Ле бо
- 2006 — А. П. Чехов «Палата № 6» — Никита
- 2007 — К. Гольдони «Трактир Мирандолина» — Маркиз
- 2008 — Р. Стивенсон «Остров сокровищ» — капитан Смоллет
- 2008 — А. С. Грибоедов «Горе от ума» — Репетилов
- 2008 — Е. Г. Скульская «Ледяная роза» — кот, охранник
- 2009 — Дж. Родари «Приключения Чиполлино и его друзей» — Чиполлоне
- 2009 — Мольер «Дон Жуан» — Франциск, нищий
- 2009 — В. Н. Коростылёв «Пиросмани» — рыбак
- 2009 — Ч. Диккенс «Рождественские духи» — Марли, гость, старина Джо
- 2010 — П. Шеффер «Эквус» — Гарри Дэлтон
- 2010 — Э. де Филиппо «Бессаме мучо» — Роберт (Цилиндр)
- 2011 — А. Н. Островский «Лес» — Милонов
- 2011 — Мольер «Тартюф» — Квартет
- 2011 — Ю. К. Олеша «Три толстяка» — капитан Бонавинтура
- 2011 — Р. Харвуд «Квартет» — Рэджи
- 2012 — Я. Экхольм «ЛИСная сказка» — Максимиллиан
- 2012 — Н. В. Гоголь «Игроки» — Глов старший, Замухрышкин
- 2012 — А. Н. Островский «Волки и овцы» — Павлин
- 2013 — М. А. Курочкин «Вавилонская башня»
- 2013 — М. А. Курочкин «Вавилонская башня—2» — пассажир
- 2014 — Д. Новаковский «Губы Мика Джаггера» — Ян
- 2014 — Н. В. Гоголь «Женитьба» — Анучкин
- 2015 — А. П. Чехов «Вишнёвый сад» — прохожий, еврейский оркестрик
- 2015 — Ф. М. Достоевский «Белые ночи» — Лев
- 2015 — Е. Л. Шварц «Голый король» — мэр
- 2015 — А. Н. Островский «Последняя жертва» — Салай Салтаныч
- 2016 — М. А. Булгаков «Зойкина квартира» — Гусь, Аллилуйя
- 2016 — К. Гоцци «Женщина-змея» — другой министр, предатель
- 2016 — Л. Захер-Мазох «Венера в мехах» — мужчина
- 2016 — «Как важно быть Эрнестом» (по пьесе О. Уайльда «Как важно быть серьёзным») — Мерримен
- 2017 — Л. Фейхтвангер «Джулия Фарнезе» — Мессер Исаак
- 2017 — А. С. Грибоедов «Горе от ума» — Загорецкий
- 2017 — Дж. Родари «Планета Новогодних ёлок» — капитан космического корабля, капризный министр
- 2018 — С. Г. Писахов «Морожены песни» — Река Савелий Игнатьевич
- 2018 — Б. Вахтин «Одна абсолютно счастливая деревня» — замполит, Постаногов
- 2019 — А. Богачёва «Волшебная ночь или когда игрушки оживают»
- 2021 — М. А. Булгаков «Мастер и Маргарита» — Воланд
- 2021 — С. Мрожек «Мрожек»
- 2022 — И. М. Тургенев «Нахлебник» — Нарцыс Константинович Трембинский, дворецкий Елецких
- 2022 — Н. В. Гоголь «Мертвые души» — почтмейстер
- 2022 — Т. Леттс «Август: Графство Осейдж» — Беверли Уэстон
- 2023 — Я. Кросс «Императорский безумец» — генерал-губернатор
- 2024 — невербальная постановка «Евангелие от GPT»
- 2025 — С. Лем «Солярис» — Бартон[5][8]

## Роли в кино
| Год       |     | Русское название               | Оригинальное название       | Роль     |
| --------- | --- | ------------------------------ | --------------------------- | -------- |
| 2011—2016 | с   | Убийственно выглядящий мужчина | фин. Tappajan näköinen mies | Кутузов  |
| 2016      | кор | Мавзолей                       | эст. Mausoleum              | Зиновьев |

## Награды и звания
- 2018 — Орден Белой звезды V класса[10]
- 2019 — почётный член Союза актёров Эстонии, серебряный значок Союза актёров Эстонии[11]
- 2019 — благодарственная грамота от Министерства культуры Эстонии и денежная премия Минкульта (1000 евро брутто) по случаю 70-летнего юбилея[11]

## Семья
- Жена — Лилия Шинкарёва (род. 1948), актриса Русского театра Эстонии (театра «Сюдалинна»).
- Дочь — Мария Антипп (род. 1981), российская актриса[12].